# Cabiés
Cabiés (em francês: Kabiye) são um povo que vive nas montanhas do centro-norte e nas planícies do norte do Togo, na África Ocidental. Eles falam a língua cabié. Os cabiés dedicam-se principalmente à agricultura em terras áridas, secas e inférteis. Cultivam algodão, milho e inhame.
Os cabiés também vivem no noroeste do Benim, perto da fronteira com o Togo. Os povos lobas do Benim estão intimamente relacionados com os cabiés. Amplamente definidos e incluídos subgrupos, os cabiés são o segundo maior grupo étnico após os eués. Estes dominam o governo e as forças armadas do Togo.

## Sociedade e cultura
Os cabiés são uma sociedade patrilinear principalmente dedicada à agricultura de subsistência. Na economia contemporânea, muitos são trabalhadores migrantes.

### Evala
A  evala é uma forma de luta tradicional praticada principalmente pelos cabiés do norte do país. É realizada no âmbito do festival que se segue à iniciação de jovens para marcar a entrada idade adulta.
A evala é o penúltimo elemento de um conjunto de ritos de passsagem, durante o qual os rapazes são separados de suas famílias por uma semana, residindo em cabanas especiais onde são alimentados e submetidos a preparação mental. Antes da luta livre, os participantes fazem uma peregrinação que envolve escalar três montanhas; aqueles que não completam não são iniciados. Embora os lutadores sejam iniciados independentemente de vencerem ou não, perder é considerado vergonhoso para o nome da família. O último desses ritos de iniciação é a circuncisão.[carece de fontes?]

## Pessoas notáveis
O ex-presidente do país, Gnassingbé Eyadema, que assumiu o poder em um golpe, era de etnia cabié. O Togo é agora liderado pelo filho de Eyadema, Faure Gnassingbé.